# Hebrus concinnus
Hebrus concinnus är en insektsart som beskrevs av Philip Reese Uhler 1894. Hebrus concinnus ingår i släktet Hebrus och familjen vitmosseskinnbaggar. Inga underarter finns listade i Catalogue of Life.